# تریومف تی‌آر۸

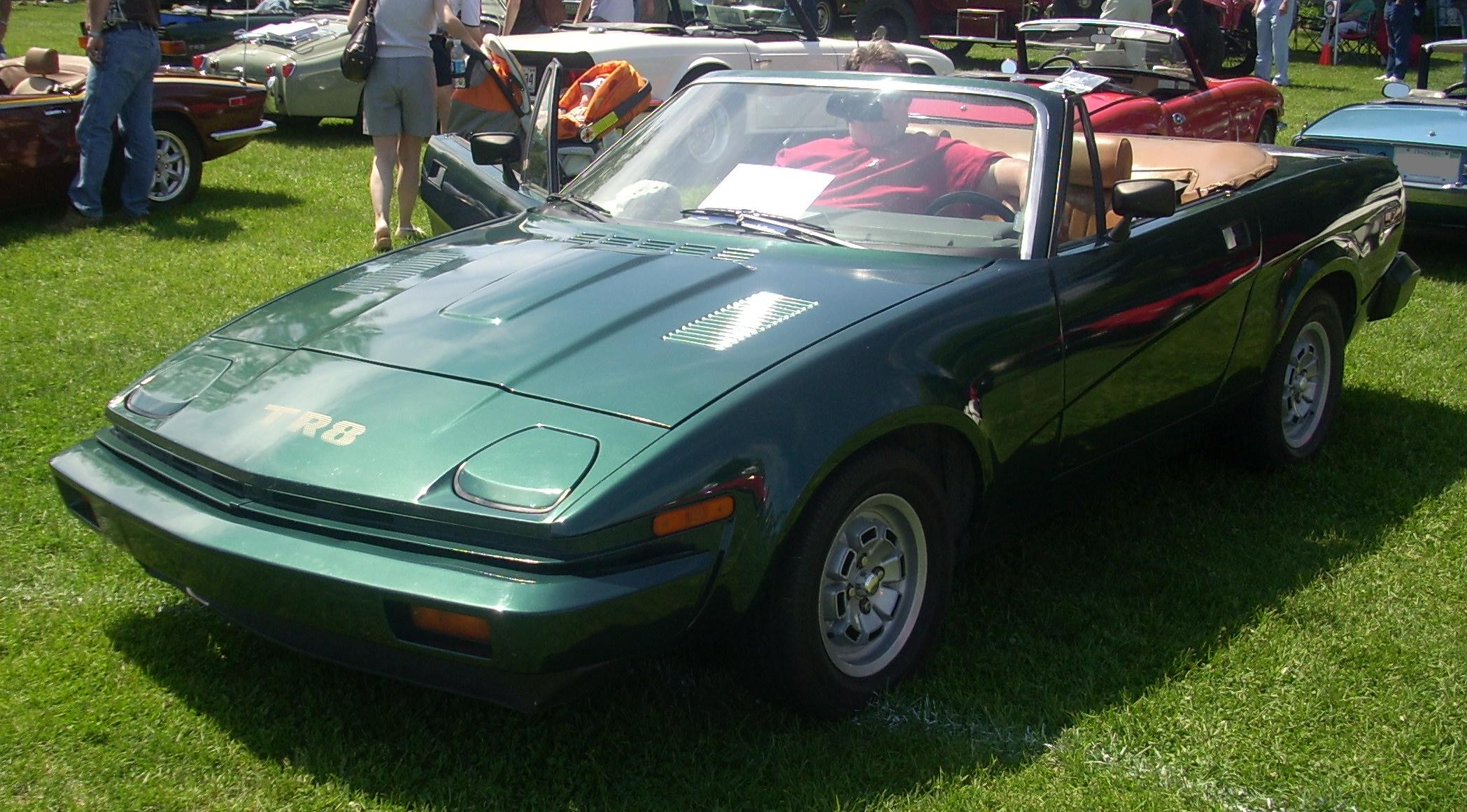

تریومف تی‌آر۸ (Triumph TR۸) خودرویی است که در سال‌های ۱۹۷۸–۱۹۸۱ توسط شرکت انگلیسی تریومف موتور تولید شده‌است.
این خودرو در کلاس خودرو اسپورت قرار گرفته و طراحی آن خودروهای موتور جلو-محور عقب بوده طول آن در حالت طبیعی ۴٬۰۶۷ میلیمتر (۱۶۰٫۱ اینچ) و عرض آن در حالت طبیعی ۱٬۶۸۱ میلیمتر (۶۶٫۲ اینچ) است.
موتور آن ۳۵۲۸ سی‌سی سیستم جعبه‌دندهٔ آن ۵ دنده به صورت دستی است.